# Rudolf Pszczolka
Rudolf Pszczolka (1917 Karvinná – ?), uváděný rovněž jako Rudolf Pščolka, byl český fotbalový obránce. Jeho mladší bratr Alois Pszczolka byl rovněž prvoligovým fotbalistou.

## Hráčská kariéra
V nejvyšší soutěži hrál za Protektorátu Čechy a Morava v klubu SK Slezská Ostrava (dobový název Baníku), aniž by skóroval. Působil také ve Vítkovicích.

### Prvoligová bilance
| Ročník          | Zápasy | Góly | Minuty | Klub               |
| --------------- | ------ | ---- | ------ | ------------------ |
| I. liga 1943/44 | 9      | 0    | -      | SK Slezská Ostrava |
| CELKEM I. LIGA  | –      | 0    | –      |                    |